# Championnat d'Argentine de football 1934
Navigation
Saison précédente Saison suivante
La saison 1934 du Championnat d'Argentine de football est la 4e édition professionnelle de la première division argentine. Le championnat rassemble les 14 meilleures équipes du pays au sein d'une poule unique, où chaque club rencontre tous ses adversaires trois fois. Le championnat passe de 14 à 18 clubs la saison prochaine, quatre clubs de seconde division sont promus en fin de saison.
C'est le club de Boca Juniors qui termine en tête du championnat et remporte le 8e titre de champion d'Argentine de son histoire.

## Les 14 clubs participants
| \| Buenos Aires La Plata \| Villes représentées lors de la saison 1934 |
| Buenos Aires La Plata                                                  |

- Boca Juniors
- San Lorenzo de Almagro
- Estudiantes (La Plata)
- River Plate
- Racing Club
- Independiente
- Chacarita Juniors
- Huracán
- Velez Sarsfield
- Ferro Carril Oeste
- Gimnasia y Esgrima (La Plata)
- Platense
- Union Atlanta-Argentinos Juniors - Promu de Segunda Division
- Union Talleres-Lanus - Promu de Segunda Division

## Compétition

### Classement
Le classement est établi en utilisant le barème suivant :
- Victoire : 2 points
- Match nul : 1 point
- Défaite, forfait ou abandon : 0 point

| Rang | Équipe                        | Pts | J  | G  | N  | P  | Bp  | Bc  | Diff |
| ---- | ----------------------------- | --- | -- | -- | -- | -- | --- | --- | ---- |
| 1    | Boca Juniors                  | 55  | 39 | 23 | 9  | 7  | 101 | 62  | +39  |
| 2    | Independiente                 | 54  | 39 | 23 | 8  | 8  | 73  | 41  | +32  |
| 3    | San Lorenzo de Almagro T      | 51  | 39 | 22 | 7  | 10 | 84  | 63  | +21  |
| 4    | River Plate                   | 50  | 39 | 23 | 4  | 12 | 91  | 44  | +47  |
| 5    | Estudiantes (La Plata)        | 44  | 39 | 17 | 10 | 12 | 70  | 56  | +14  |
| 6    | Racing Club                   | 43  | 39 | 18 | 7  | 14 | 83  | 64  | +19  |
| 6    | Platense                      | 43  | 39 | 16 | 11 | 12 | 70  | 74  | -4   |
| 8    | Vélez Sársfield               | 41  | 39 | 16 | 9  | 14 | 80  | 70  | +10  |
| 9    | Gimnasia y Esgrima (La Plata) | 38  | 39 | 14 | 10 | 15 | 82  | 86  | -4   |
| 10   | Huracán                       | 37  | 39 | 14 | 9  | 16 | 59  | 67  | -8   |
| 11   | Chacarita Juniors             | 34  | 39 | 13 | 8  | 18 | 63  | 74  | -11  |
| 12   | Unión Talleres-Lanús P        | 27  | 39 | 8  | 11 | 20 | 50  | 81  | -31  |
| 13   | Ferro Carril Oeste            | 20  | 39 | 6  | 8  | 25 | 51  | 100 | -49  |
| 14   | Argentinos Juniors P          | 9   | 39 | 2  | 5  | 32 | 38  | 113 | -75  |

|  | Champion d'Argentine 1934            |
|  | Club dissous à la fin du championnat |
|  | T : Tenant du titre                  |

## Bilan de la saison
| Tableau d'Honneur                   |              |
| Compétition                         | Vainqueur    |
| Championnat d'Argentine de football | Boca Juniors |

| Promotions et relégations    |                  |
| Promus en Primera Division   | Quilmes AC Tigre |
| Relégués en Segunda Division | Aucun            |